# Татарское Исламово
 Татарское Исламово  — деревня в Зеленодольском районе Татарстана. Входит в состав Нурлатского сельского поселения.

## География
Находится в западной части Татарстана на расстоянии приблизительно 27 км на юго-запад от районного центра города Зеленодольск в правобережной части района у речки Аря.

## История
Была известна с 1647—1651 годов.
В «Списке населенных мест по сведениям 1859 года», изданном в 1866 году, населённый пункт упомянут как казённая деревня Исламова 2-го стана Свияжского уезда Казанской губернии. Располагалась при речке Каймирше, по правую сторону торгового тракта из Свияжска в Буинск, в 30,5 верстах от уездного города Свияжска и в 12 верстах от становой квартиры в казённой и владельческой деревне Утяшки. В деревне в 77 дворах жили 454 человека (220 мужчин и 234 женщины). Была мечеть.

## Население
Постоянных жителей было в 1782 — 99 душ мужского пола, в 1926—234, в 1938—228, в 1949—187, в 1958—154, в 1970—140, в 1979—130, в 1989 — 81. Постоянное население составляло 97 человек (татары 100 %) в 2002 году, 86 в 2010.